# Landsfader
Landsfader är en nationell ledare med stor popularitet och ofta med folklig framtoning som grundat en nation, eller haft stor betydelse vid dess enande. Ordet är en försvenskning av den latinska hederstiteln Pater Patriæ som romerska senaten tilldelade Camillus och Cicero för deras framstående styre.

## Exempel på landsfäder
| Namn                  | Land          | Känd för                                                                                  |
| --------------------- | ------------- | ----------------------------------------------------------------------------------------- |
| José de San Martín    | Argentina     | Ledde upproret mot spanska kolonialmakten och grundade staten Argentina.                  |
| Alexander den store   | Grekland      | Grundade det första europeiska imperiet.                                                  |
| Mahatma Gandhi        | Indien        | Ledde Indiens självständighetsrörelse mot Storbritannien.                                 |
| David Ben-Gurion      | Israel        | Grundade staten Israel och blev landets förste premiärminister.                           |
| Giuseppe Garibaldi    | Italien       | Enade de Apenninska staterna och grundade Kungariket Italien.                             |
| Genghis Khan          | Mongoliet     | Enade de mongoliska stammarna och grundade ett imperium som kom att bli världens största. |
| Vilhelm I av Oranien  | Nederländerna | Gjorde Republiken Förenade Nederländerna självständigt från Spanien.                      |
| Peter den store       | Ryssland      | Byggde upp Ryssland till en modern stormakt.                                              |
| Ibn Saud              | Saudiarabien  | Enade beduinstammarna på Arabiska halvön och grundade kungadömet Saudiarabien.            |
| Gustav Vasa           | Sverige       | Bröt loss Sverige från Kalmarunionen och återupprättade Sverige som självständig nation.  |
| Per Albin Hansson     | Sverige       | Höll Sverige utanför andra världskriget och grundlade välfärdssystemet Folkhemmet.        |
| Mustafa Kemal Atatürk | Turkiet       | Gjorde uppror mot Ententen och grundade det moderna Turkiet.                              |
| Ho Chi Minh           | Vietnam       | Ledde Vietnams självständighetskamp mot både Frankrike och senare även USA.               |